# Iscenter Nord
Iscenter Nord er en idrætshal i Frederikshavn. Det benyttes bl.a. af Frederikshavn White Hawks, men er de fleste dage åben for alle.

## Historie
I 1964 blev der dannet et aktieselskab med navnet Frederikshavn Svømmehal og Isstadion A/S, som opførte et isstadion og et friluftsbad. I 1969 begyndte man overdækningen af skøjtebanerne og i løbet at en årrække der blev opført omklædningsrum, cafeteria, samt klublokaler og flere toiletter i hallen.
Aktieselskabets navn blev i 1989 ændret til Frederikshavn Isstadion A/S, da friluftsbadet blev nedlagt efter opførelsen af byens svømmehal.
I 2002 begyndte man projekteringen af hal 2, plus en ny elitebygning i to etager; byggeriet på ca. 4.200 m² blev afsluttet sensommeren 2003. Herefter blev aktieselskabet opløst og dets faciliteter overtaget af Frederikshavn Kommune, som i forvejen havde 98 % af aktieposterne, mens de resterende 2 % tilhørte klubberne, og anlægget skiftede navn til det nuværende Iscenter Nord, 
Den 20. maj 2014 begyndte en renovering af den gamle skøjtehal for at give plads til flere tilskuere og bedre forhold for klubben. Den nye hal blev taget i brug den 5. december 2014.
Det gamle Iscenter Nord havde kapacitet til 2.490 tilskuere. I dag er der plads til 4.000, men den kan på sigt kan udvides til 5.000. Den hidtidige tilskuerrekord blev sat den 3. december 1981 med 3.200, hvor klubben spillede mod AaB.

## Eksterne kilder og henvisninger
- Hallens websted Arkiveret 13. marts 2013 hos  Wayback Machine